# Sven Bender
Sven Bender (ur. 27 kwietnia 1989 w Rosenheim) – niemiecki piłkarz występujący na pozycji pomocnika lub obrońcy.

## Kariera klubowa
Bender karierę rozpoczynał w wieku 4 lat w klubie TSV Brannenburg. Potem trenował w juniorach SpVgg Unterhaching, a w 2003 roku przeszedł do juniorskiej ekipy TSV 1860 Monachium. Do jego pierwszej drużyny został włączony w sezonie 2006/2007. W 2. Bundeslidze zadebiutował 18 grudnia 2006 w wygranym 4:0 meczu z Erzgebirge Aue. W debiutanckim sezonie w lidze zagrał 13 razy. Od początku następnego sezonu stał się podstawowym graczem TSV. 26 października 2007 w wygranym 3:0 pojedynku z Kickers Offenbach Bender zdobył pierwszą bramkę w trakcie gry w 2. Bundeslidze. W sezonie 2007/2008 rozegrał 27 ligowych spotkań i zdobył jedną bramkę, a TSV zajęło 11. miejsce w 2. Bundeslidze. W sezonie 2008/2009 zagrał w 25 meczach, a wraz TSV uplasował się na 12. pozycji w rozgrywkach ligowych.
Latem 2009 roku podpisał kontrakt z Borussią Dortmund. W Bundeslidze pierwszy mecz zaliczył 19 września 2009 przeciwko Hannoverowi 96 (1:1). 13 lipca po ośmiu sezonach gry w Borussii Bender podpisał czteroletni kontrakt z Bayerem 04 Leverkusen.
21 grudnia 2020 roku, Sven Bender wraz ze swoim bratem Larsem wydali wspólne oświadczenie, w którym poinformowali, że wraz z końcem sezonu 2020/21 nie przedłużą swoich umów z Bayerem Leverkusen i zakończą piłkarską karierę. Ich decyzja podyktowana była problemami zdrowotnymi wynikającymi z licznych kontuzji, z jakimi zmagali się podczas piłkarskiej kariery.

## Kariera reprezentacyjna
Bender jest byłym reprezentantem Niemiec U-17. Wraz z tą kadrą w 2006 roku zajął czwarte miejsce na Mistrzostwach Europy U-17. Obecnie nie gra w żadnej reprezentacji. W 2008 roku wraz z tą drużyną zdobył Mistrzostwo Europy U-19. W reprezentacji seniorów zadebiutował w barwach Niemiec 29 marca 2011 r. w przegranym 1:2 meczu towarzyskim z Australią.